# Ravenna
Ravenna je italské město v oblasti Emilia-Romagna, hlavní město stejnojmenné provincie, sídlo arcibiskupa a jedno z historicky nejvýznamnějších míst v Itálii. Leží asi 120 km jižně od Benátek a asi 55 km SZ od Rimini. Dnes je živým turistickým i průmyslovým městem s přístavem (přestože se nachází ve vnitrozemí), s Jaderským mořem je spojeno 10 km dlouhým kanálem Candiano vedoucím do Porto Corsini. V letech 402–476 bylo sídlem posledních římských císařů a řada památek z 5. a 6. století se slavnými mozaikami je na Seznamu světového dědictví UNESCO.

## Historie
Město vzniklo na ostrůvcích v bažinaté deltě řeky, snad v 6. století př. n. l. za gallských vpádů. Roku 88 př. n. l. dostali obyvatelé Ravenny římské občanství a roku 49 př. n. l. se odsud vypravil Caesar přes řeku Rubicon. V období raného a vrcholného císařství bylo město obklopeno lagunou a mělo až 50 tisíc obyvatel. Počátkem 2. století zde císař Hadrián vybudoval 70 km dlouhý akvadukt a přístav Classis byl druhou nejvýznamnější základnou válečného námořnictva Římské říše (po Misenu). Císař Honorius si je v roce 402 zvolil za své sídlo, protože se zde cítil bezpečněji než v Miláně. Po smrti císaře Constantia III. roku 421 zde vládla jeho nevlastní sestra Galla Placidia, která se o město velmi zasloužila.
Po sesazení posledního západního císaře Romula Augusta roku 476 vládl v Ravenně germánský král Odoaker a východořímský císař Zeno pověřil ostrogótského krále Theodoricha, aby Itálii znovu dobyl. Po dlouhém obléhání Theodorich Ravennu dobyl a velmi zvelebil. Jeho nástupci tam vládli do roku 540, kdy město dobyl východořímský vojevůdce Belisar. Ravenna se později stala centrem byzantského exarchátu. Roku 751 dobyl Ravennu lombardský král Aistulf a od roku 784 patřila Ravenna papežům. V letech 1275–1440 bylo město samostatné a po krátké vládě Benátčanů připadlo roku 1509 opět papežům. V následujících staletích město odvodnilo okolní močály, kde vznikla orná půda. V letech 1796–1814 připadla Ravenna napoleonské „Předalpské republice“ a roku 1861 se stala součástí Itálie.

## Město a pamětihodnosti
Hlavními pamětihodnostmi jsou raněkřesťanské kostely a baptisteria s bohatou mozaikovou výzdobou. Středem historického centra města je Piazza del Popolo s budovou radnice (Palazzo Comunale) ze 17. st. a s palácem Palazzo Veneziano rovněž ze 17. st. Na dvou žulových sloupech z roku 1483 jsou umístěni patroni města. Pár set metrů jihozápadním směrem, na Piazza Duomo, je katedrála (Duomo), dóm vystavěný na v roce 1740 na základech nejstaršího ravennského kostela ze 4. až 5. st. Z původní stavby se dochovaly věž z 10. st. a krypta. Vedle dómu stojí Neonovo baptisterium z 5. st. Jižně od Piazza del Popolo v ulici Via C. Ricci, respektive na nám. Piazza Francesco, se nachází klášterní kostel San Francesco s románskou zvonicí založený v 5. st. Severovýchodně od hlavního náměstí Piazza del Poppolo leží areál s kostelem San Vitale z počátku 6. st. a pozůstatky zaniklého palácového komplexu (mauzoleum Gally Placidie) z poč. 5. st. Východně od náměstí, na jedné z hlavních ulic Via Roma, je kostel Sant'Apolinare Nuovo z 5. st. a zbytky paláce z 7. až 8. st. Na téže ulici je barokní kostel S. Maria in Porto vystavěný v letech 1553 až 1784.
Památky chráněné UNESCEM:
- Chrám San Vitale je osmiboká centrální cihlová stavba s mohutnou kopulí, dokončená roku 548. V době byzantské vlády vyzdobena mozaikami, které jsou pokládány za nejlepší mozaikový soubor mimo území Byzance – dnes dochovány v presbyteriu. Chrám se stal vzorem pro stavbu kaple Karla Velikého v císařské falci v Cáchách.
- Mauzoleum Gally Placidie, kolem 430, s bohatou mozaikovou výzdobou.
- Neonovo baptisterium ortodoxních, menší osmiboká stavba z počátku 5. století s mozaikovým stropem (po 450).
- Baptisterium ariánů, menší osmiboká kaple z konce 5. století.
- Arcibiskupská kaple San Andreas v prvním patře biskupského paláce – ve tvaru kříže s mozaikovým stropem (kolem roku 500).
- San Apollinare Nuovo, raně křesťanská trojlodní bazilika bez transeptu, postavená Theodorichem Velikým kolem roku 520 pro ariány. Po obou stranách hlavní lodi nad sloupořadím jsou tři pásy mozaik, zobrazujících výjevy z evangelií, procesní průvode světců a světic, směřujícím k Panně Marii a Ježíši Kristovi na trůnu, přístav a město v Classe i Theodorichův palác.
- Theodorichovo mausoleum z roku 520 je centrální desetiboká stavba s ochozem a monolitickou střechou z jediného kusu istrijského vápence o průměru 10 m, který váží přes 300 tun.
- San Apollinare in Classe za městem směrem k přístavu – typická raně křesťanská trojlodní bazilika bez transeptu. Vysvěcena 549, zvonice z konce 10. století. Interiér apsidy je bohatě vyzdoben mozaikami, mozaiková výzdoba na stěnách lodi byla zničena patrně roku 1440.

Další pamětihodnosti
- Piazza del Popolo, hlavní náměstí s radnicí
- Dóm z 18. st. s kostelní věží z 10. st.
- Theodorichův palác – zříceniny u nádraží, známé pod tímto jménem, zřejmě nebyly sídlem ostrogótského krále, ale spíše úřadu byzantského exarchy, strážnicí nebo kostelem.
- Santa Maria in Porto, barokní kostel z 16. až 18. st.

## Doprava
Ravenna leží asi 10 km od přístavu a asi 30 km od dálnice A14 (E45) Rimini – Modena. Má železniční spojení do celé Itálie, přímé spoje do Boloni, Ferrary, Benátek, Verony a Rimini. Nejbližší letiště jsou Forli a Boloňa.

## Průmysl
Mezi četnými průmyslovými odvětvími vyniká zejména výroba cementu, zpracování ropy a zemního plynu.

## Fotogalerie

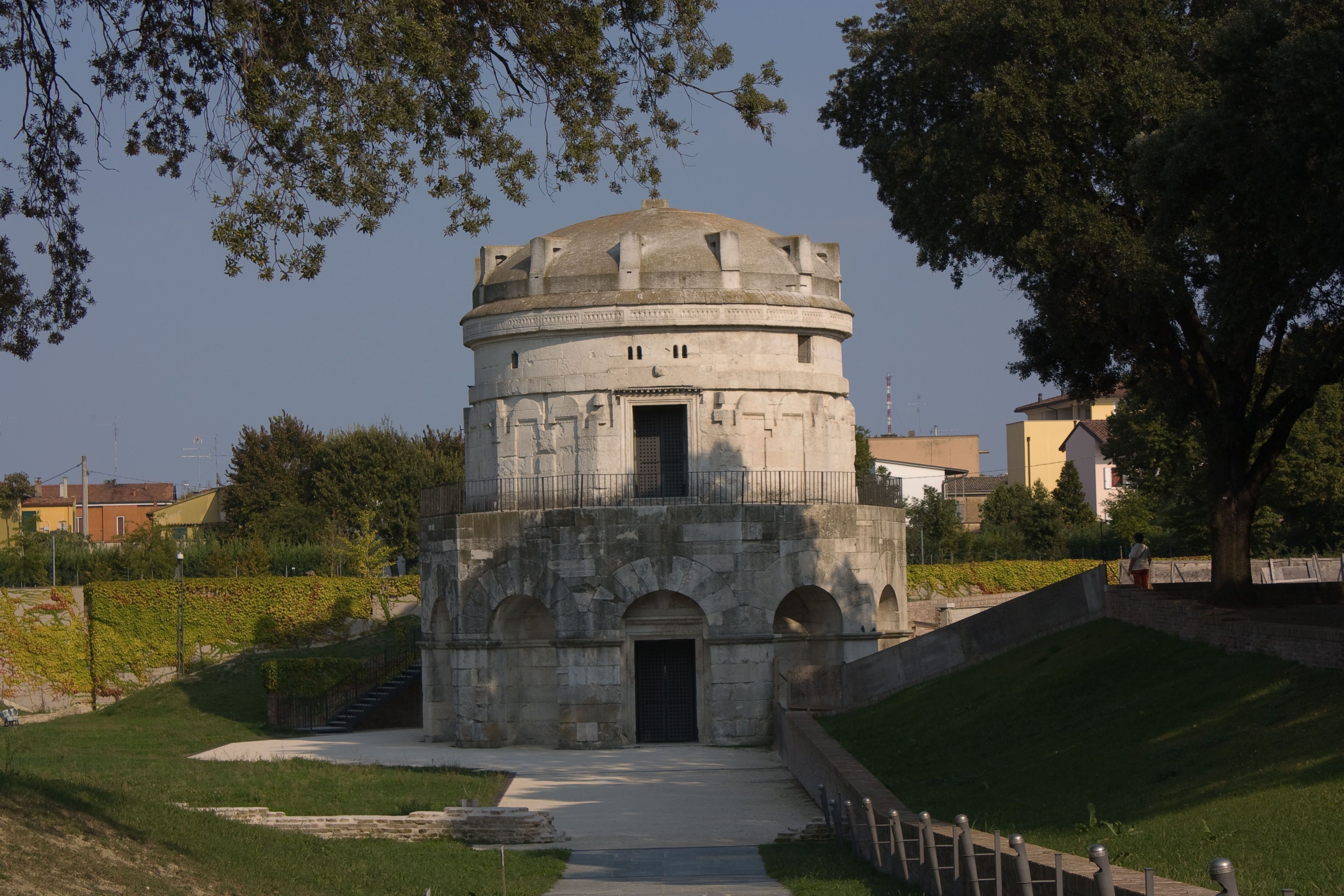
Teodorichovo mauzoleum (520)
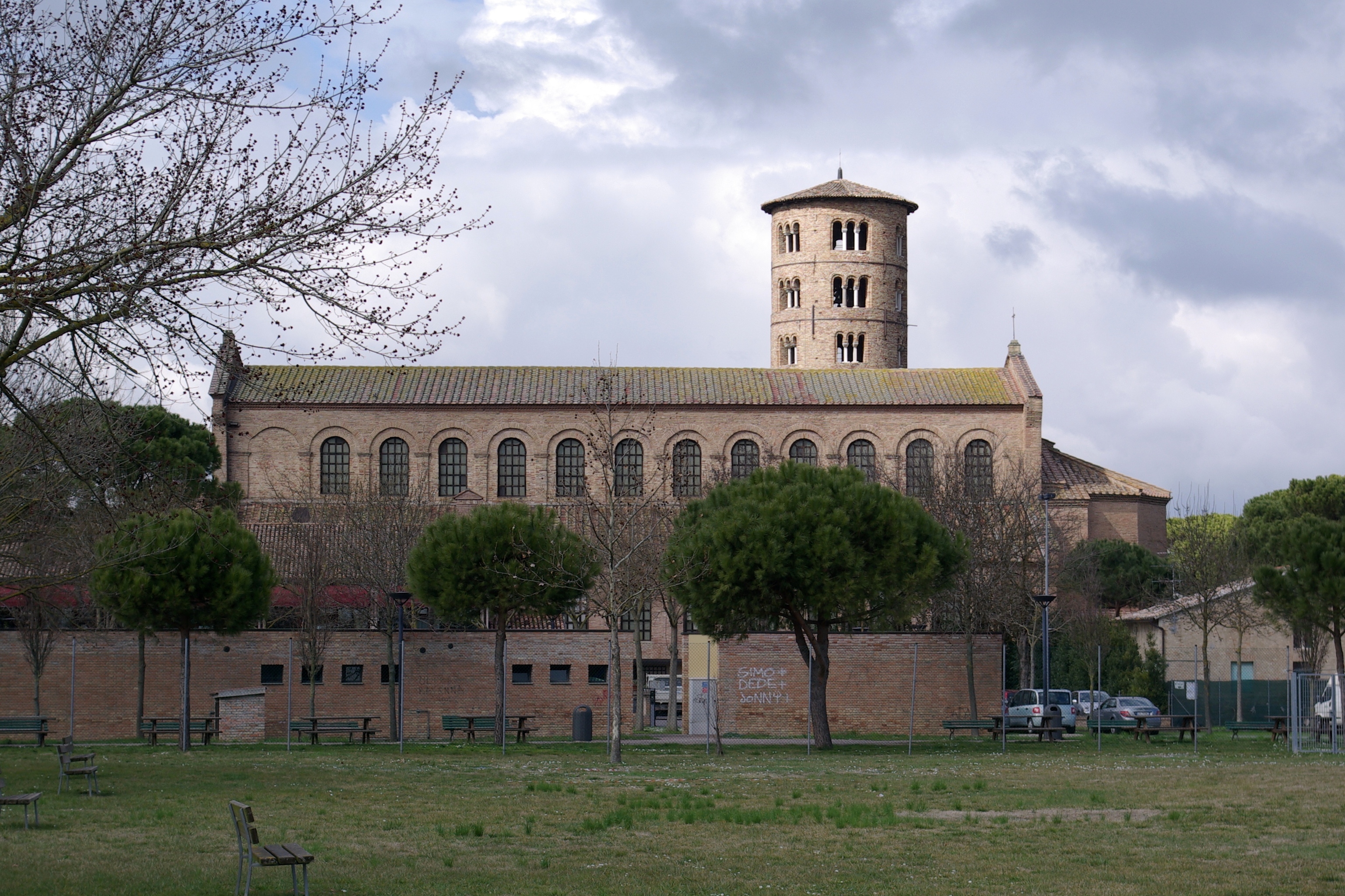
Sant´Apollinare in Classe
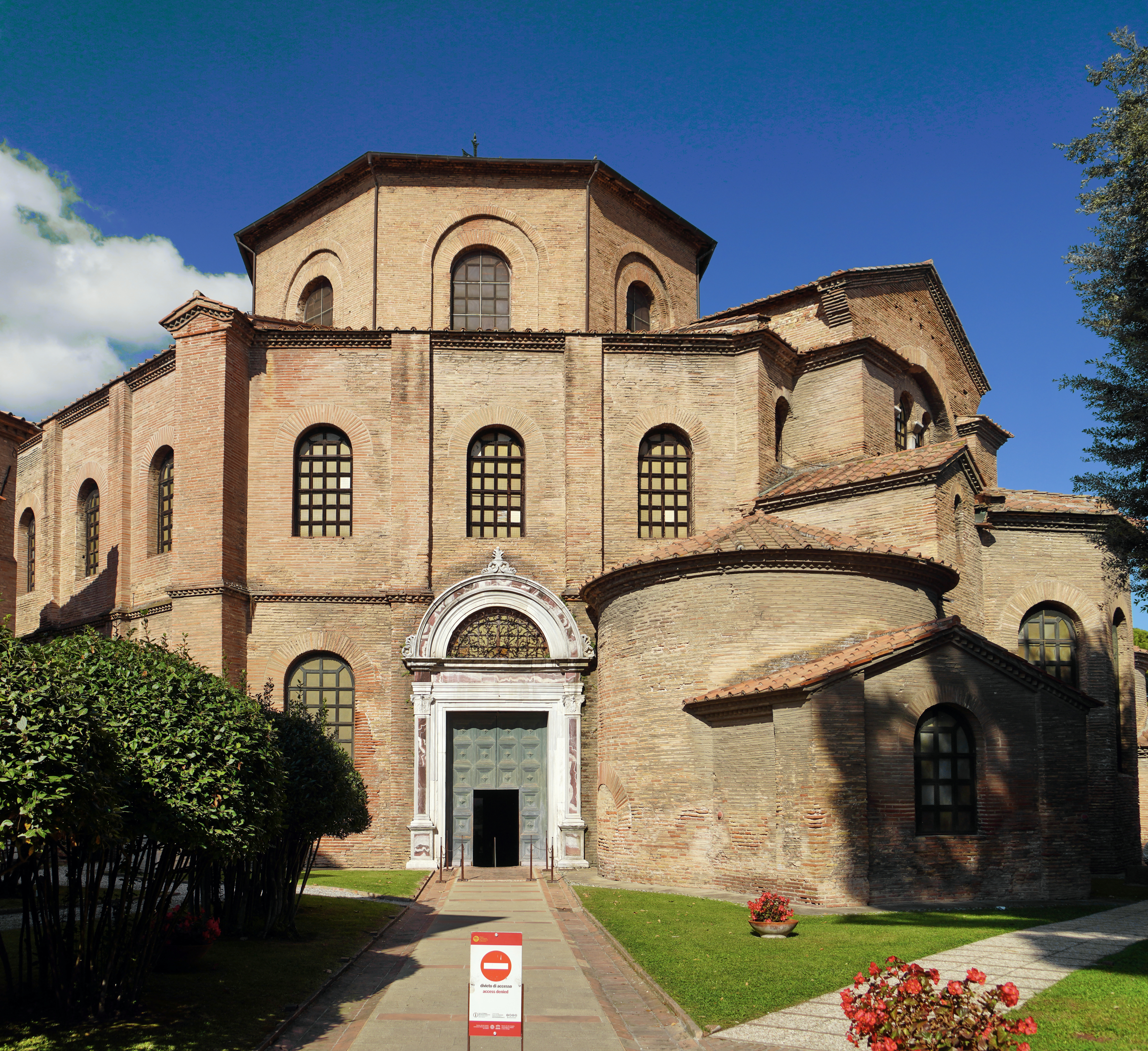
San Vitale
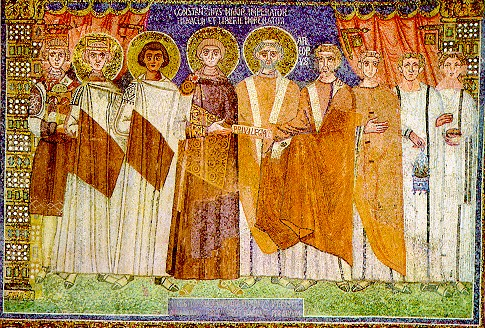
Constantin IV. uiděluje privilegia městu (6. stol.)
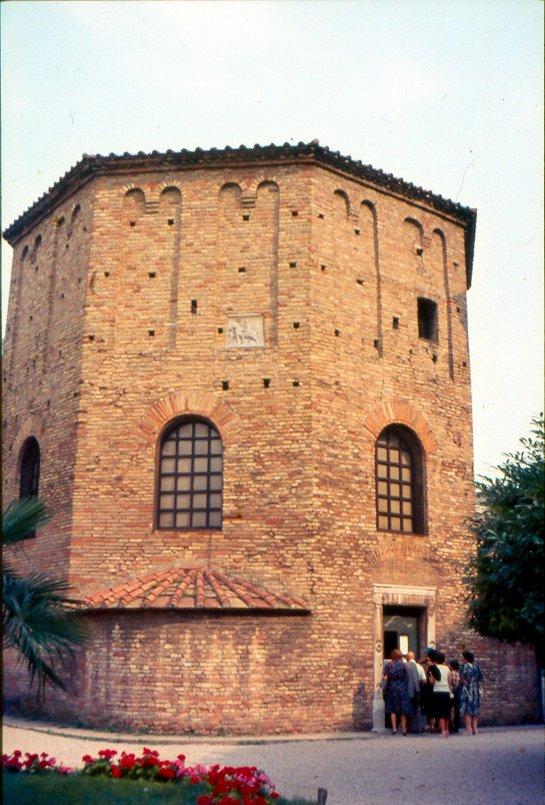
Neonovo baptisterium
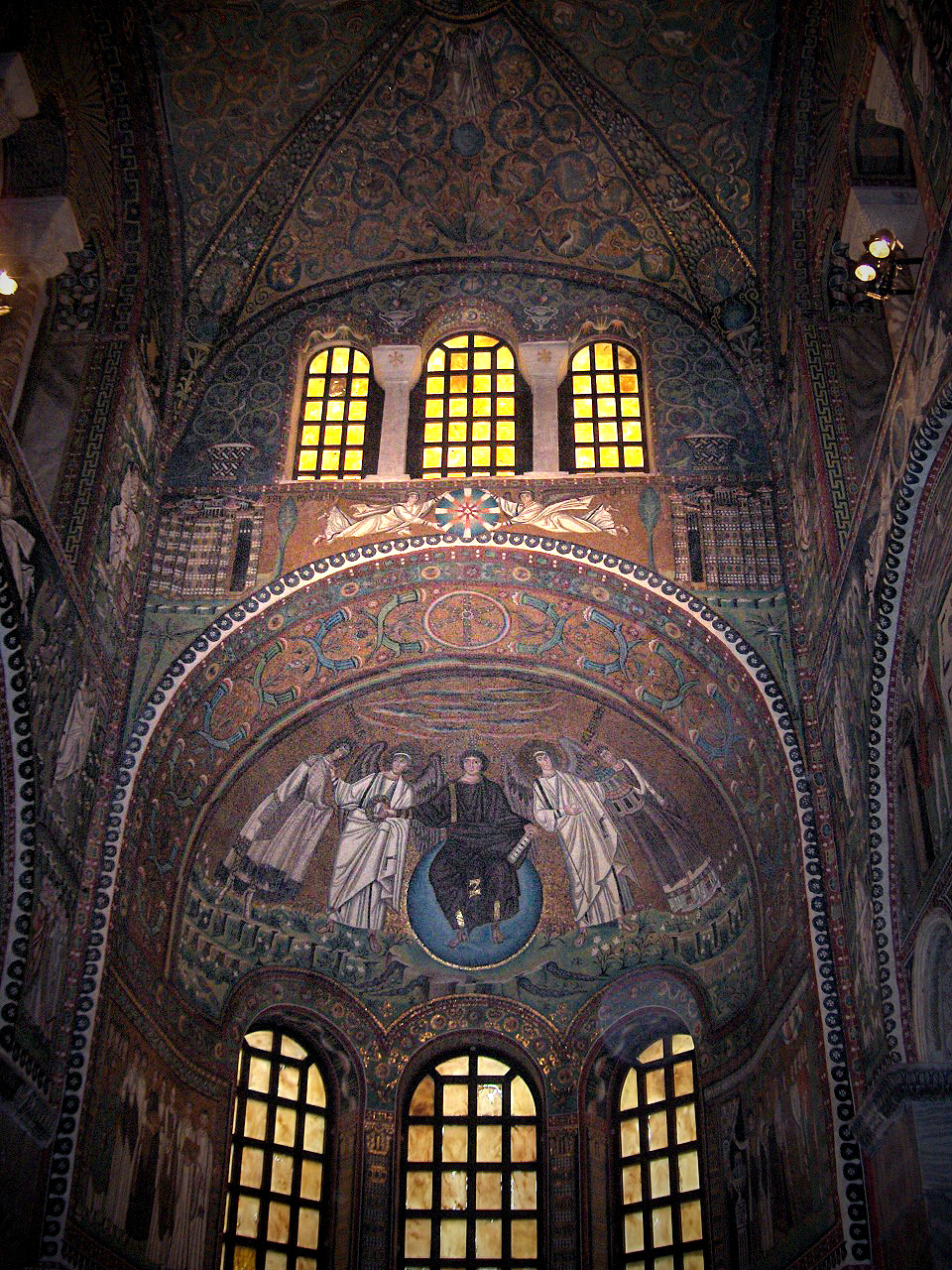
San Vitale, vnitřek
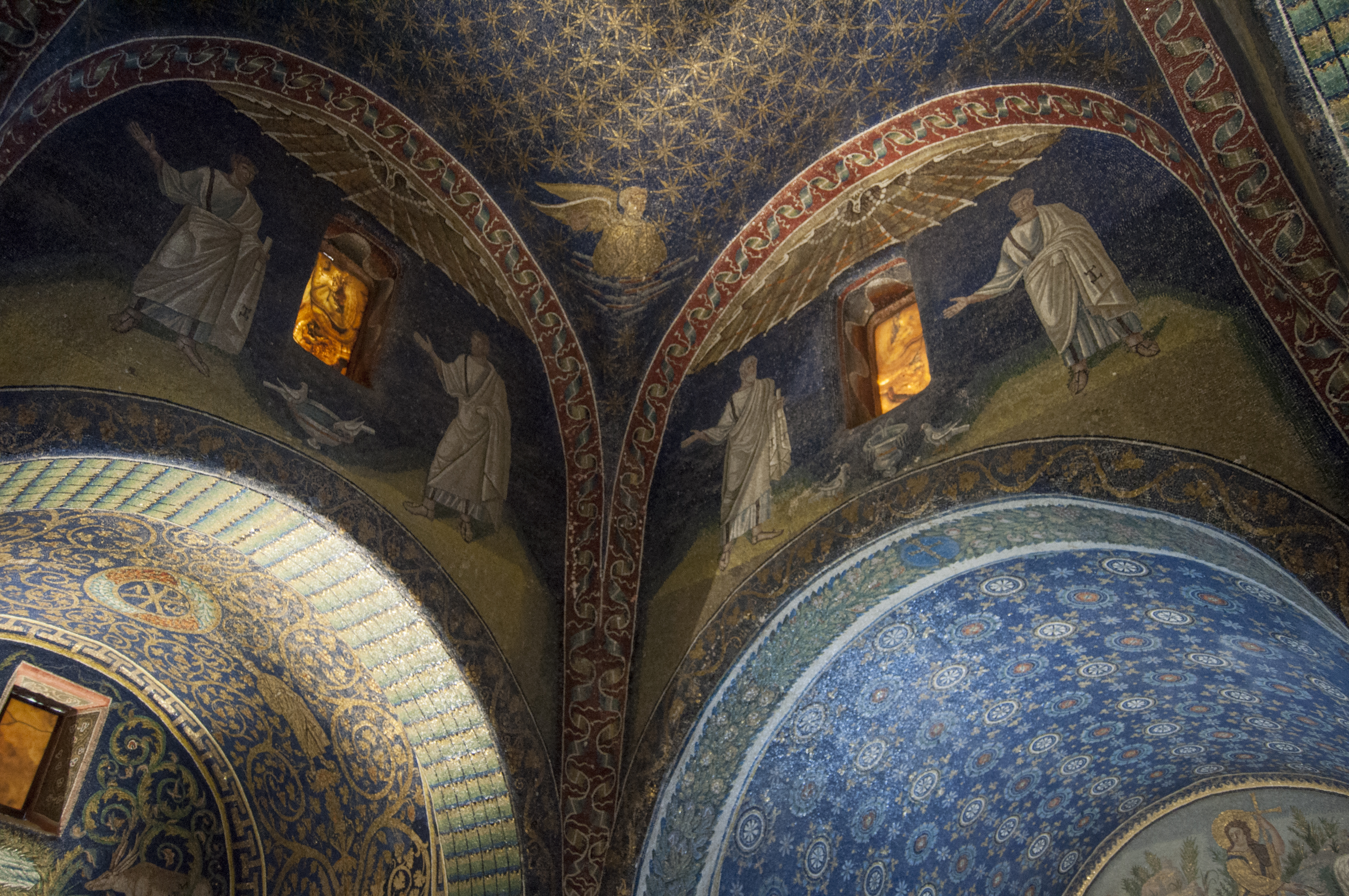
Mauzoleum Gally Placidie, mozaiky
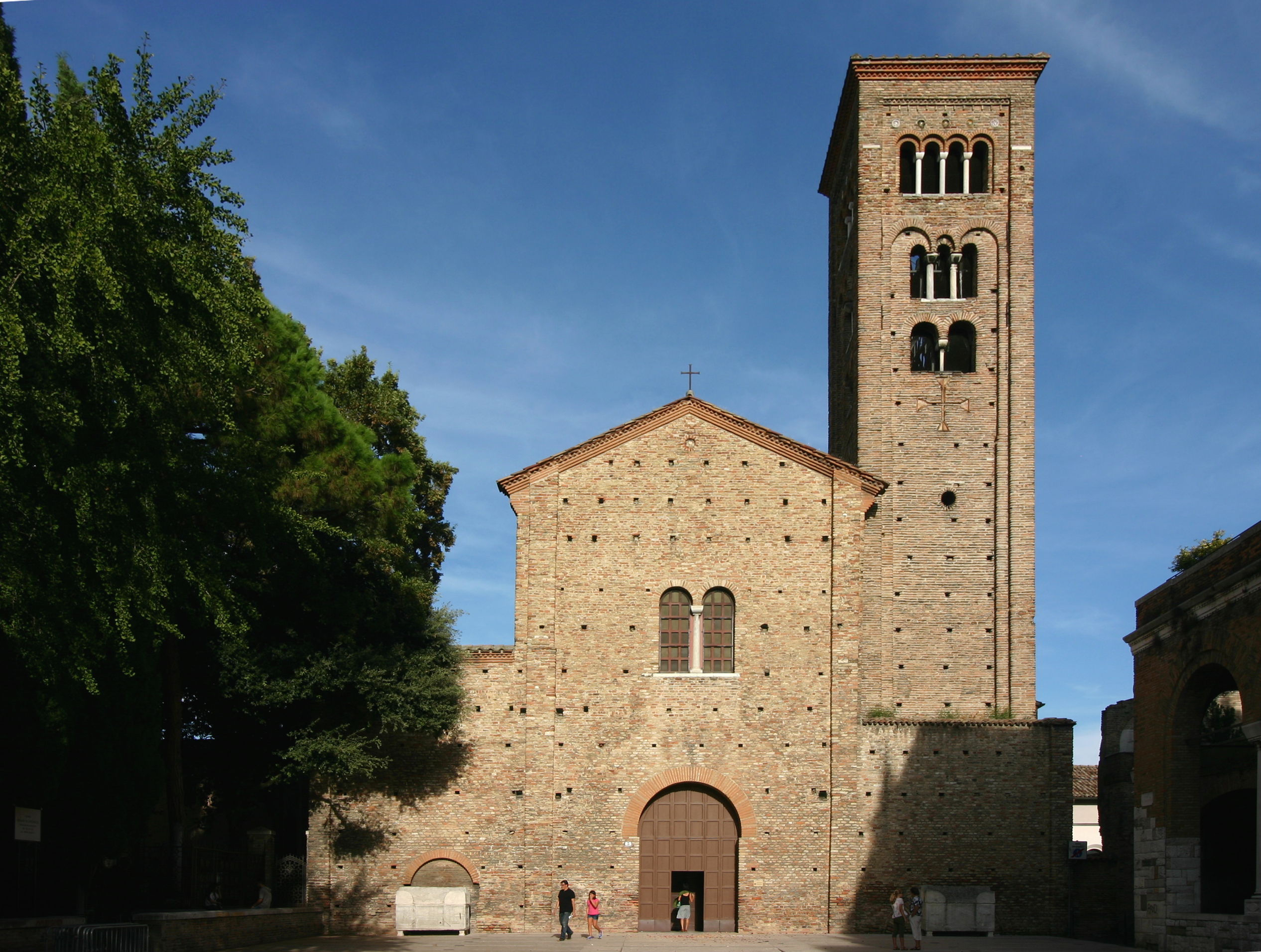
San Francesco
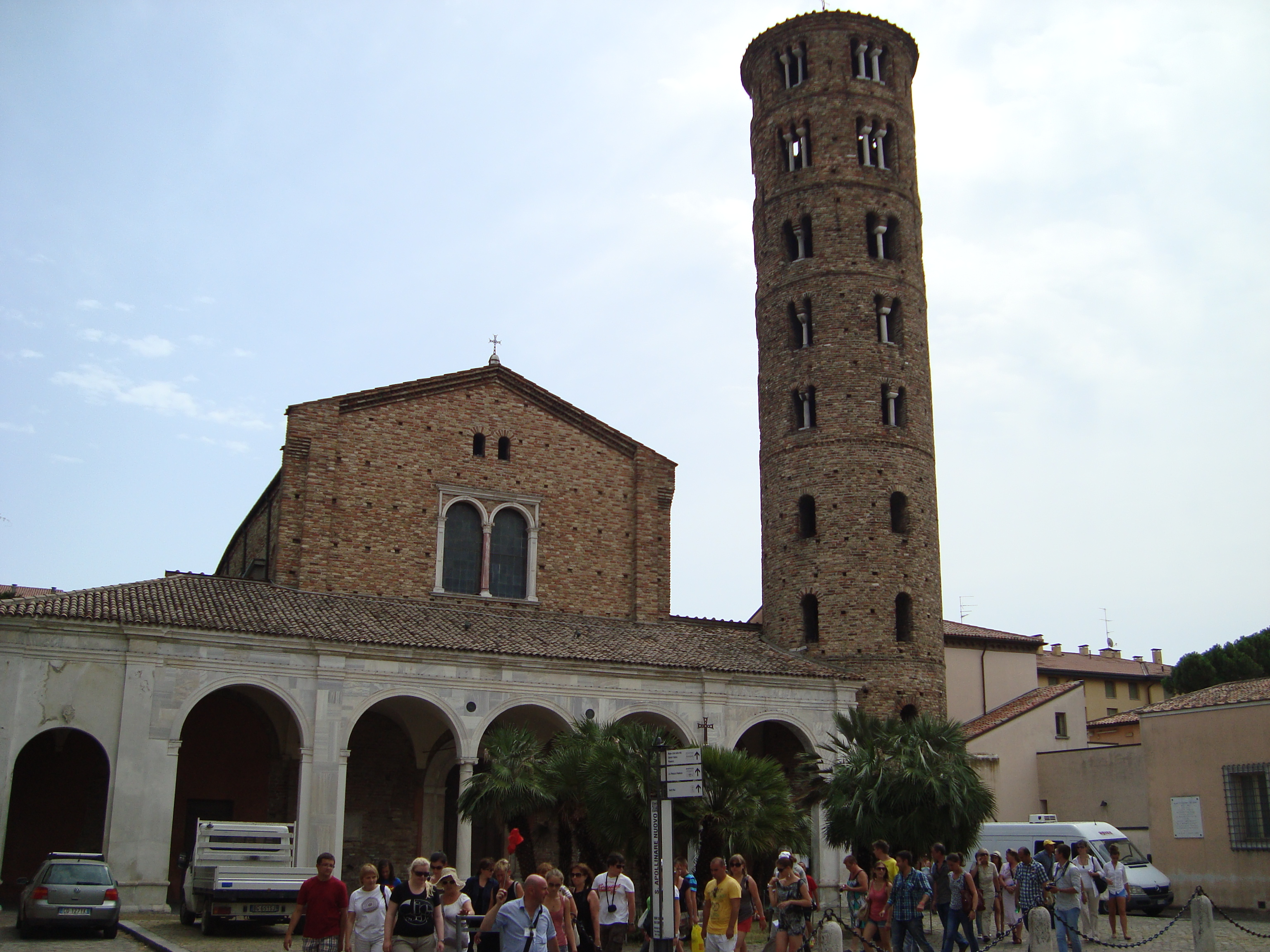
Sant´Apollinare nuovo
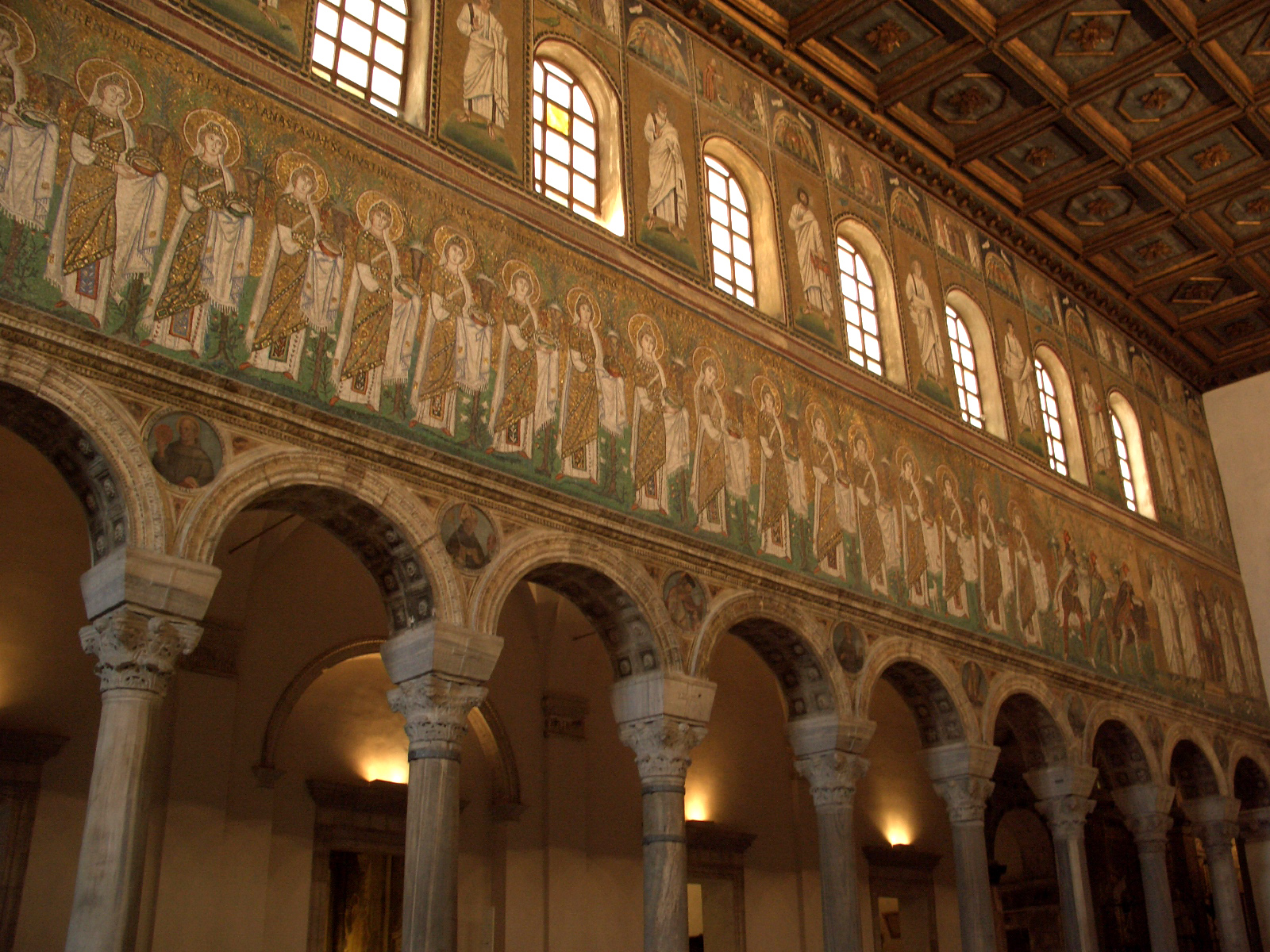
Sant´Apollinare nuovo, vnitřek
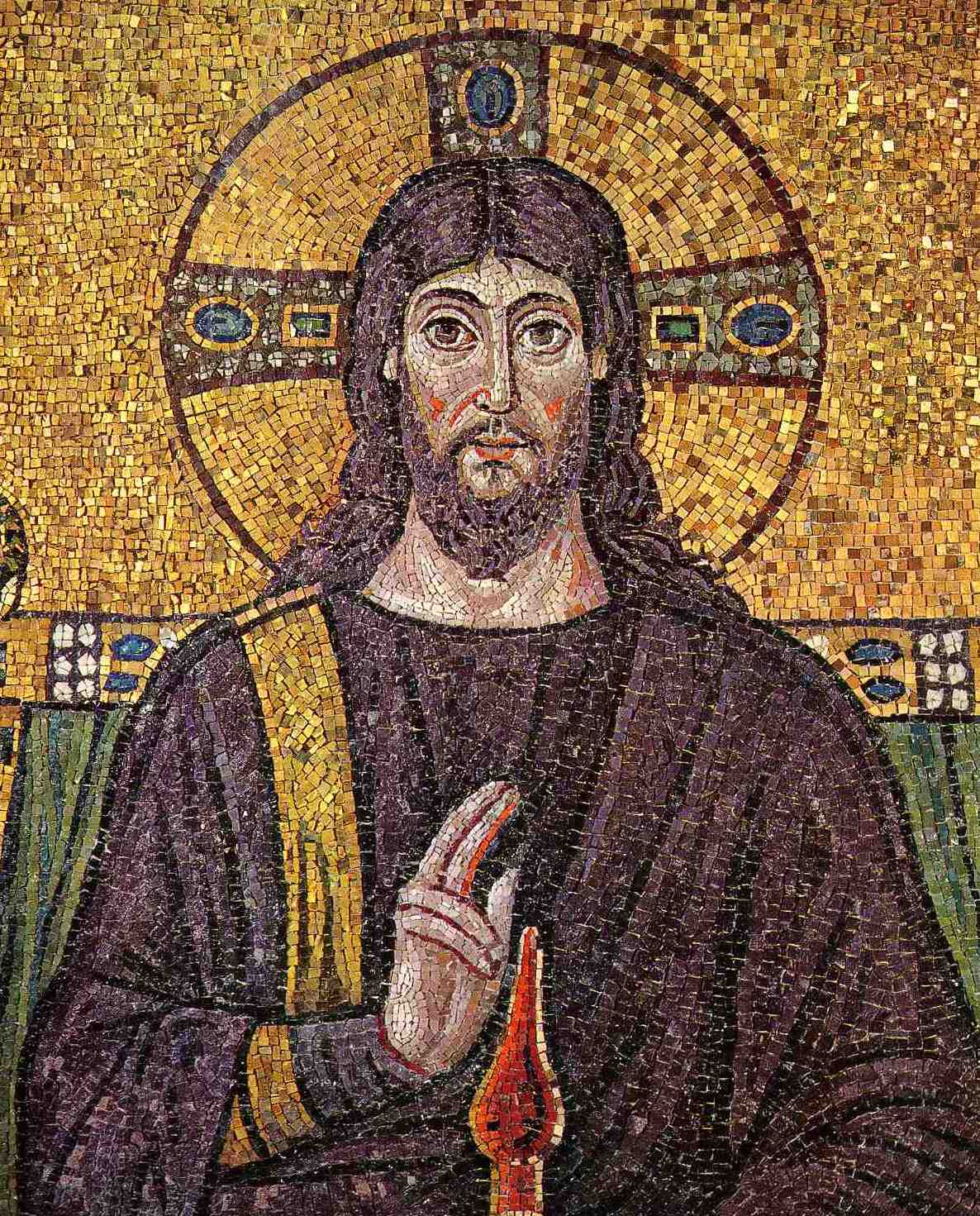
Kristus jako král (6. stol)
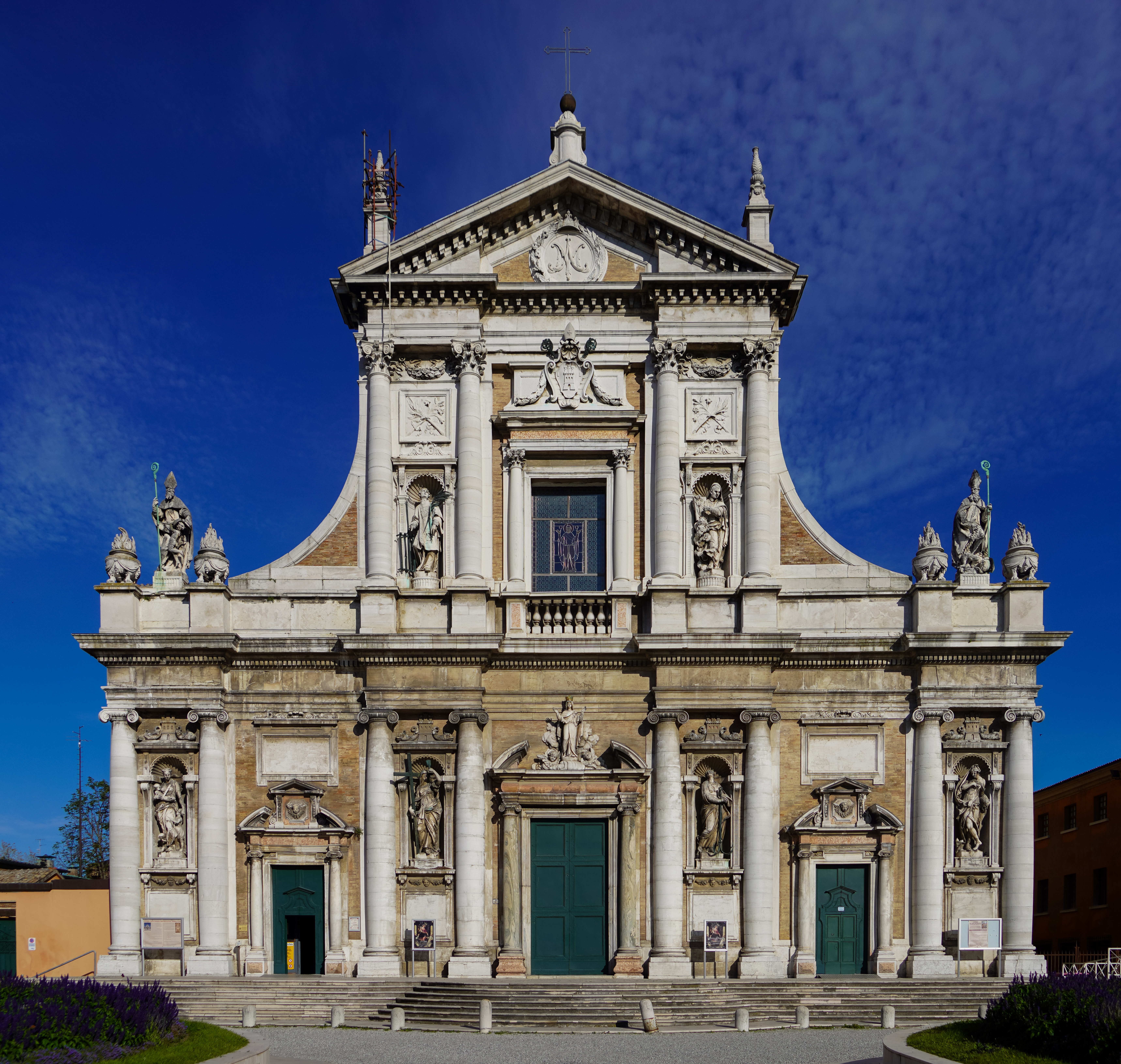
Santa Maria in Porto
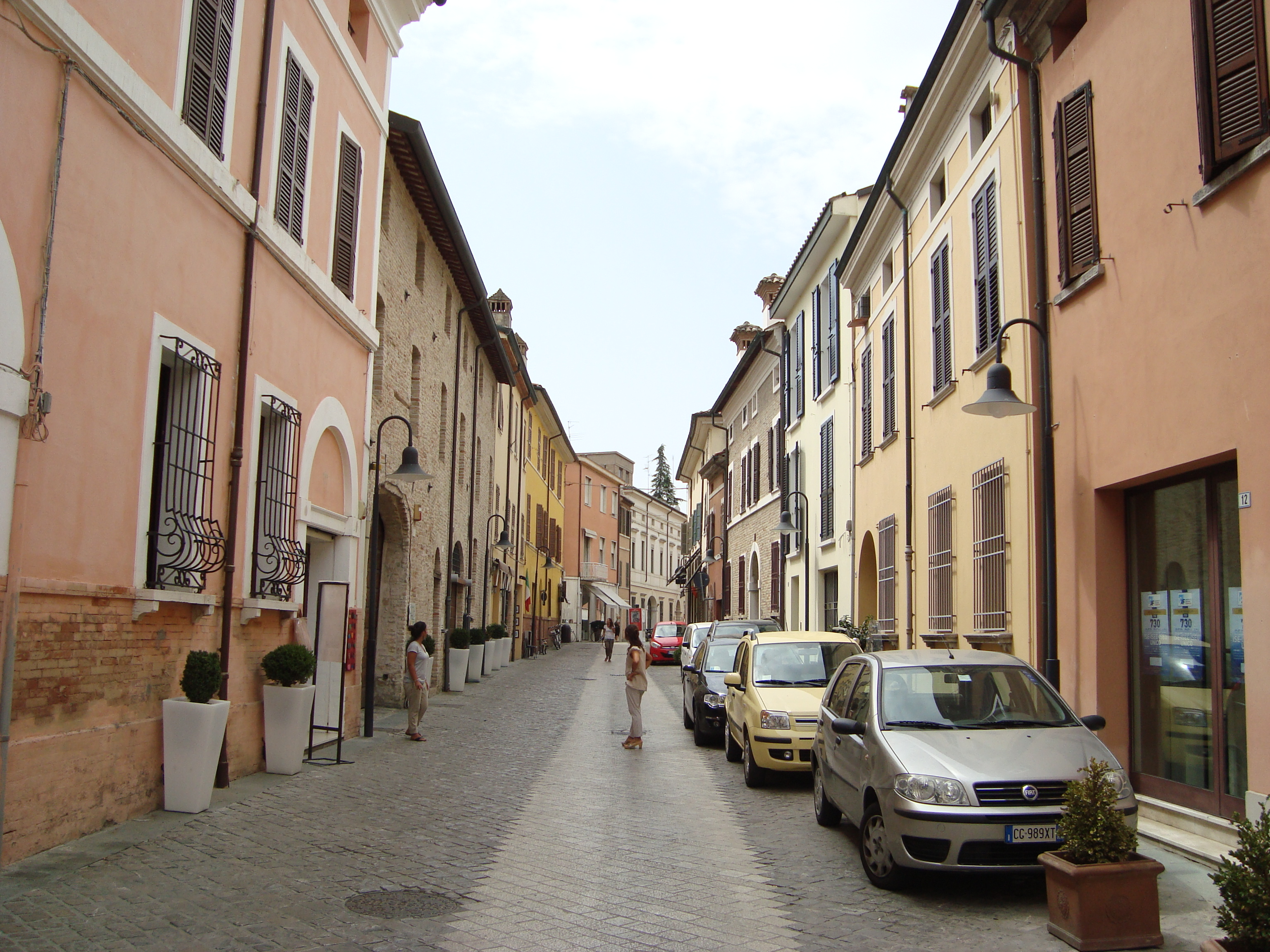
ulice v centru města

## Vývoj počtu obyvatel
Počet obyvatel

## Osobnosti města
- Marobud (* 35 př. n. l./30 př. n. l.–37), markomanský král a první historicky doložený panovník vládnoucí na českém území
- Petr Chrysolog (kolem 380–451), arcibiskup, světec a učitel církve
- Valentinianus III. (419–455), západořímský císař
- Theodorich Veliký (453–526), král Ostrogótů a vladař Itálie
- Svatý Romuald (okolo 951–1027), světec
- Petr Damián (asi 1006–1072), myslitel, mnich a světec
- Dante Alighieri (1265–1321), básník, prožil zde poslední léta exilu a byl zde pochován
- Francesco Ingoli (1578–1649), kněz, církevní právník a astronom

## Partnerská města
- Dubrovnik, Chorvatsko
- Chartres, Francie
- Chichester, Spojené království
- Posadas, Argentina
- Špýr, Německo
- Szekszárd, Maďarsko
- Tønsberg, Norsko